# Børsindeks
Et børsindeks er en samling af værdipapirer, som man kan investere i under et. Værdipapirerne har et fællestræk som eksempelvis branche. Man kan ikke investere direkte i et indeks, men man kan investere i en future på indekset.
Et indeks kan være automatisk genereret ud fra et vedtaget sæt kriterier. Et eksempel er det danske indeks OMX C25 (ofte blot kaldt C25-indekset), der omfatter de 25 mest omsatte aktier på Københavns Fondsbørs.
Et indeks er udstedt af en bestemt børs, og det er på denne børs, man kan investere i indekset.
| Økonomi | Spire Denne artikel om økonomi er en spire som bør udbygges. Du er velkommen til at hjælpe Wikipedia ved at udvide den. |